# Cefeo (costellazione)
Cèfeo (o Cefèo; in latino Cepheus) è una costellazione settentrionale raffigurante Cèfeo, leggendario re dell'Etiopia, marito di Cassiopea e padre di Andromeda. È una delle 88 costellazioni moderne, ed era anche una delle 48 costellazioni elencate da Tolomeo.
La costellazione giace sulla Via Lattea e contiene alcuni oggetti famosi presso la comunità astronomica, come la stella variabile δ Cephei, prototipo della classe delle variabili Cefeidi classiche, e μ Cephei, la celebre Stella Granata, una delle stelle più grandi conosciute.

## Caratteristiche

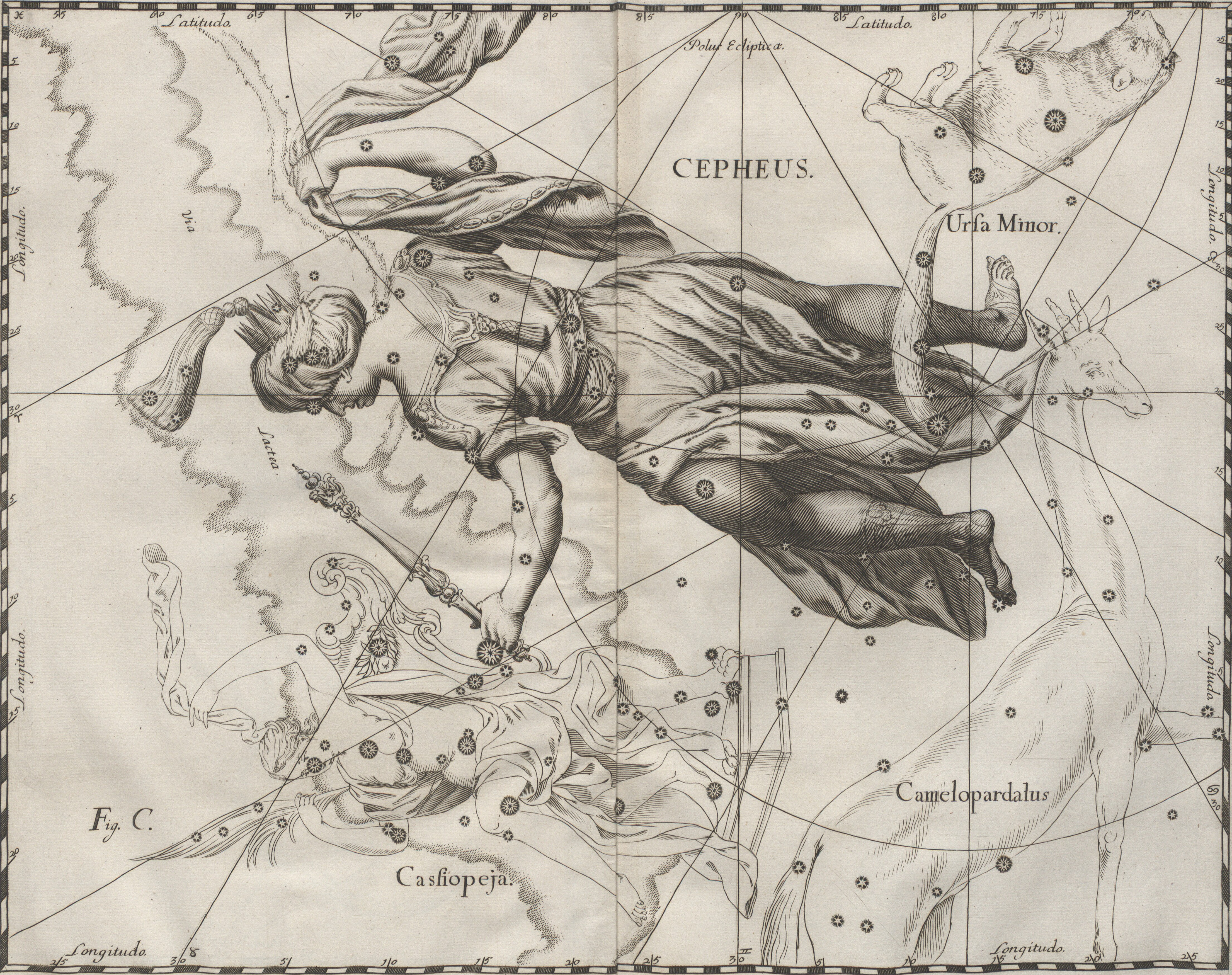
La costellazione di Cefeo illustrata da Johannes Hevelius.

Cefeo è una costellazione di dimensioni medio-grandi, estesa fra il Cigno e la stella polare; può essere individuata con facilità, dall'emisfero boreale, partendo dalla "W" della vicina Cassiopea: individuate le stelle α e β Cas (le prime due dell'asterismo), basta prolungare la linea congiungente le due stelle per circa 5 volte dalla parte di β, fino a trovare una stella bianca di seconda magnitudine, Alderamin; il resto della costellazione si estende in particolare verso nordest, dove si trovano alcune stelle di terza e quarta magnitudine che disegnano una figura simile a una gigantesca "matita" col vertice verso NNE.
La costellazione è attraversata dalla Via Lattea nelle sue regioni centro-meridionali ed è pertanto ricca di ammassi stellari e nebulosità; anche attraverso un semplice binocolo sono ben evidenti ricchi campi stellari, in particolare presso il confine col Cigno. La parte settentrionale invece si allontana dal piano galattico e risulta quindi più povero: mancando stelle e oggetti di rilievo questa zona appare molto più scura.
Cefeo è, dopo la costellazione dell'Orsa Minore, la più settentrionale della volta celeste, in quanto la sua punta più a nord dista 85' d'arco dal Polo Nord celeste (J2000); tra circa 200 anni la precessione degli equinozi farà sì che questo ricada entro i confini di Cefeo, che sarà quindi di fatto la costellazione più settentrionale.
Il periodo migliore per la sua osservazione nel cielo serale è quello estivo e autunnale, dall'emisfero nord, anche se, essendo una costellazione circumpolare fino a tutta la fascia temperata, è possibile osservarla in tutte le notti dell'anno. Dall'emisfero australe osservarla è invece difficoltoso e si mostra solo nelle regioni tropicali; a sud del Tropico del Capricorno non è mai osservabile.

### Stelle principali
- Alderamin (α Cephei) è una stella bianca di magnitudine 2,45; è caratterizzata da un'elevata velocità di rotazione. Dista solo 49 anni luce.
- Alrai (γ Cephei) è una stella arancione di magnitudine 3,21 e distante 45 anni luce; è anche una stella doppia, dove la componente A possiede un pianeta.
- β Cephei (Alfirk) è una stella azzurra di magnitudine 3,23 e distante 595 anni luce; è il prototipo di una particolare classe di variabili, note come variabili Beta Cephei, stelle pulsanti in via di fuoriuscita dalla sequenza principale.
- η Cephei (Al Agemim) è una stella arancione di magnitudine 3,41, distante 47 anni luce.

La stella μ Cephei (Erakis), di quarta magnitudine, è nota anche come La Stella Granata per il suo colore rosso scuro ed è una delle stelle più grandi conosciute, la più grande in assoluto tra quelle visibili ad occhio nudo, la qual cosa è comunque possibile con difficoltà.

### Stelle doppie
Cefeo contiene alcune stelle doppie risolvibili con facilità anche con piccoli strumenti.
- δ Cephei è una coppia molto larga formata da una stella di quarta e una di sesta magnitudine. La loro separazione è di 41" ed è sufficiente anche un potente binocolo per scinderle.
- HD 211300 è una stella arancione di sesta magnitudine che a 29" di separazione ha una compagna biancastra, sempre di sesta grandezza.
- HD 208095 è una variabile Cefeide di quinta magnitudine, che con un piccolo telescopio rivela una compagna di sesta; le due componenti sono entrambe bianco-azzurre.

| Principali stelle doppie |                                          |                                          |             |             |                                 |         |
| Nome                     | Coordinate equatoriali all'epoca J2000.0 | Coordinate equatoriali all'epoca J2000.0 | Magnitudine | Magnitudine | Separazione (in secondi d'arco) | Colore  |
| Nome                     | AR                                       | Dec                                      | A           | B           | Separazione (in secondi d'arco) | Colore  |
| β Cephei                 | 21h 28m 40s                              | +70° 33′ 39″                             | 3,2         | 7,8         | 13,0                            | b + azz |
| HD 208095                | 21h 52m 01s                              | +55° 47′ 48″                             | 5,7         | 6,7         | 18,3                            | azz + b |
| ξ Cephei                 | 22h 03m 45s                              | +64° 37′ 38″                             | 4,6         | 6,5         | 8,1                             | b + g   |
| HD 210884                | 22h 10m 39s                              | +70° 07′ 57″                             | 5,5         | 8,7         | 14,6                            | g + g   |
| HD 211300                | 22h 12m 53s                              | +73° 18′ 26″                             | 6,1         | 6,3         | 28,7                            | ar + b  |
| δ Cephei A-B             | 22h 29m 10s                              | +58° 24′ 55″                             | 4,0:        | 6,3         | 41                              | g + b   |
| ο Cephei                 | 23h 18m 38s                              | +68° 06′ 41″                             | 4,8         | 7,1         | 3,1                             | ar + g  |

### Stelle variabili
Cefeo contiene un gran numero di stelle variabili brillanti, di cui alcune sono pure fra le più conosciute e studiate del cielo; in particolare, tre di esse sono dei prototipi di altrettante classi di variabili.
La δ Cephei (Al Radif) è famosa per essere il prototipo di un'importantissima classe di variabili note come variabili cefeidi; queste stelle possiedono una relazione tra la variazione di luminosità, la magnitudine assoluta e il tempo di pulsazione, il che le rende perfette rivelatrici della distanza di galassie lontane in cui queste stelle possono essere osservate.
Un'altra stella prototipo è la β Cephei, una variabile pulsante che subisce delle contrazioni; si tratterebbe di stelle mature che stanno lasciando la fase di sequenza principale per addentrarsi nella fase di gigante. Le sue oscillazioni sono comprese entro un decimo di magnitudine.
VV Cephei è un'altra stella particolare, utilizzata come prototipo di una classe di variabili a eclisse dal periodo molto lungo, dell'ordine di decine di anni; le sue variazioni sarebbero percepibili anche ad occhio nudo, se non fosse per il lungo periodo che la caratterizza.
Una stella di più facile osservazione è la variabile semiregolare μ Cephei, nota anche come Stella Granata di Herschel a causa del suo colore rosso cupo; le sue oscillazioni durano due anni, in cui varia fra la terza e la quinta magnitudine.
Fra le Mireidi la più notevole è la T Cephei, che quando è al massimo della luminosità è visibile anche ad occhio nudo; in poco meno di un anno scende fino all'undicesima grandezza, per poi risalire.
| Principali stelle variabili |                                          |                                          |             |             |                  |                                       |
| Nome                        | Coordinate equatoriali all'epoca J2000.0 | Coordinate equatoriali all'epoca J2000.0 | Magnitudine | Magnitudine | Periodo (giorni) | Tipo                                  |
| Nome                        | AR                                       | Dec                                      | Max.        | Min.        | Periodo (giorni) | Tipo                                  |
| S Cephei                    | 21h 35m 13s                              | +78° 37′ 28″                             | 7,4         | 12,9        | 486,84           | Mireide                               |
| T Cephei                    | 21h 09m 32s                              | +68° 29′ 27″                             | 5,2         | 11,3        | 338,14           | Mireide                               |
| U Cephei                    | 01h 02m 18s                              | +81° 52′ 32″                             | 6,75        | 9,24        | 2,4930           | Eclisse                               |
| W Cephei                    | 22h 36m 28s                              | +58° 25′ 34″                             | 7,02        | 9,2         | —                | Semiregolare pulsante                 |
| RX Cephei                   | 00h 50m 05s                              | +81° 58′ 02″                             | 7,2         | 8,2         | 55:              | Semiregolare pulsante                 |
| VV Cephei                   | 21h 56m 39s                              | +63° 37′ 32″                             | 4,80        | 5,36        | 7430             | Eclisse                               |
| VW Cephei                   | 20h 37m 22s                              | +75° 36′ 01″                             | 7,23        | 7,68        | 0,2783           | Eclisse                               |
| AH Cephei                   | 22h 47m 53s                              | +65° 03′ 44″                             | 6,78        | 7,07        | 1,7748           | Eclisse                               |
| AR Cephei                   | 22h 51m 34s                              | +85° 02′ 47″                             | 7,0         | 7,9         | —                | Semiregolare pulsante                 |
| DM Cephei                   | 22h 08m 16s                              | +72° 46′ 07″                             | 7,14        | 8,4         | —                | Pulsante                              |
| EM Cephei                   | 21h 53m 48s                              | +62° 36′ 52″                             | 7,02        | 7,17        | 8,8062           | Eclisse                               |
| GK Cephei                   | 21h 30m 59s                              | +70° 49′ 24″                             | 6,89        | 7,37        | 0,9362           | Eclisse                               |
| MO Cephei                   | 22h 03m 53s                              | +63° 07′ 12″                             | 5,13        | 5,33        | —                | Irregolare                            |
| NY Cephei                   | 22h 58m 40s                              | +63° 94′ 38″                             | 7,40        | 7,55        | 15,276           | Eclisse                               |
| β Cephei                    | 21h 28m 40s                              | +70° 33′ 39″                             | 3,16        | 3,27        | 0,1905           | Pulsante (prototipo β Cephei)         |
| δ Cephei                    | 22h 29m 10s                              | +58° 24′ 55″                             | 3,48        | 4,37        | 5,3663           | Pulsante prototipo Cefeidi classiche) |
| μ Cephei                    | 21h 43m 31s                              | +58° 46′ 48″                             | 3,43        | 5,1         | 730:             | Semiregolare                          |
| MaCoMP_V1                   | 22h 49m 05s                              | +57° 52′ 41″                             | 15,23       | 15,35       | 24,751           | Semiregolare                          |

## Oggetti del profondo cielo

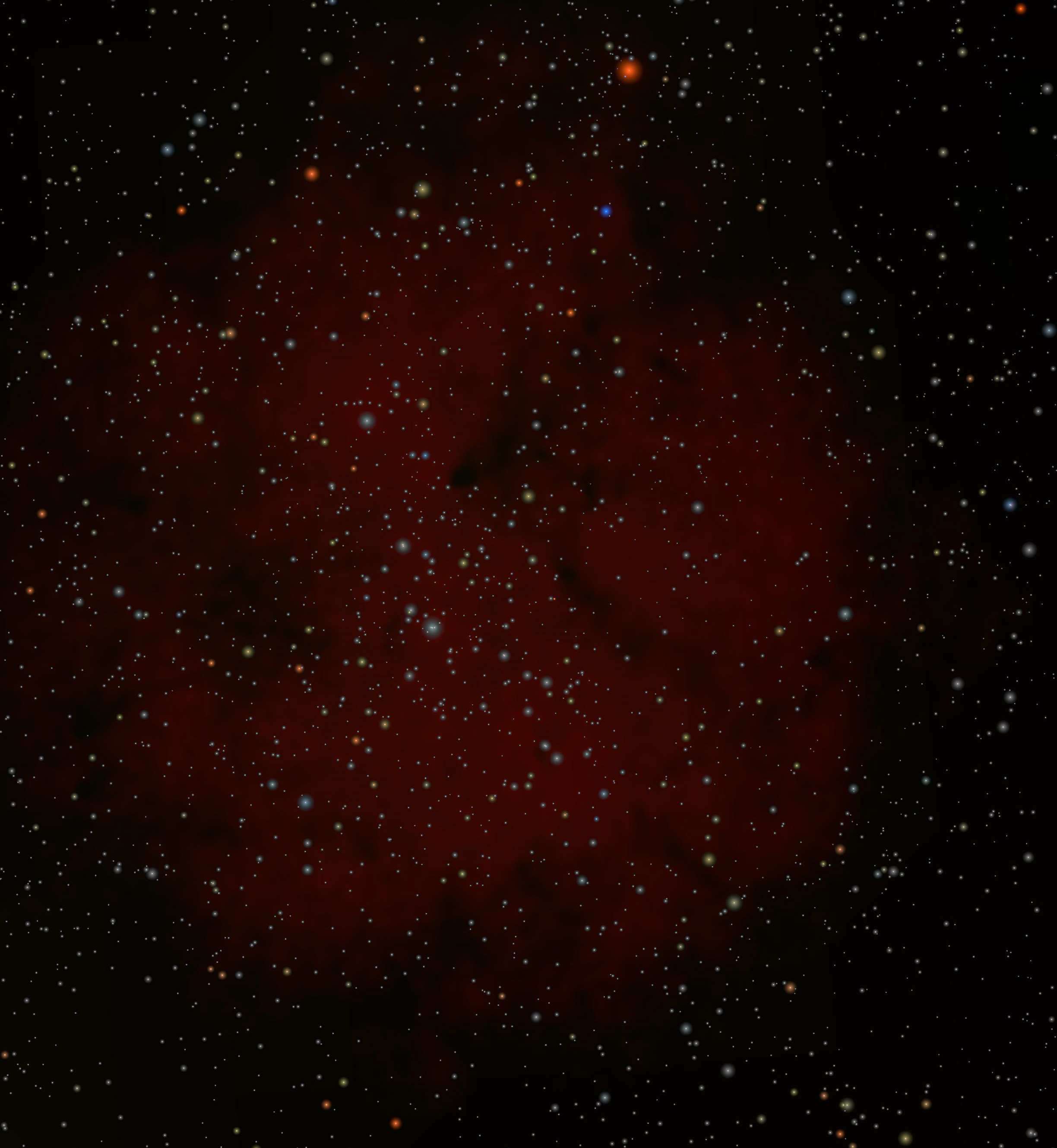
IC 1396, un vasto complesso nebuloso.

La costellazione di Cefeo giace sulla Via Lattea boreale, a nord del Cigno; la sua parte meridionale possiede dunque un gran numero di oggetti appartenenti alla Via Lattea; nonostante ciò, nessuno di essi è riportato nel Catalogo di Messier.
Tra gli ammassi aperti, in generale relativamente poco appariscenti, va citato innanzitutto IC 1396, un gruppo di stelle circondato da una vasta nebulosa diffusa, visibile 1 grado a sud della famosa stella μ Cephei, la Stella granata di Herschel. Un altro ammasso aperto notevole, anche se poco popolato, è NGC 7160, visibile alcuni gradi a nord del precedente; è formato da giovani stelle blu ed è legato all'associazione Cepheus OB2. Al di fuori della scia della Via Lattea, a breve distanza dalla Stella Polare, si osserva NGC 188, un ammasso aperto poco noto ma piuttosto appariscente e risolvibile con un telescopio amatoriale di almeno 200mm di apertura; la sua caratteristica principale è di essere uno dei più antichi ammassi aperti conosciuti, con un'età di 5 miliardi di anni. Sull'estremità sudorientale infine è presente NGC 6939, uno dei più brillanti della costellazione e risolvibile anche con piccoli strumenti.
Tra le nebulose planetarie, la più notevole è NGC 40, 5 gradi a SSE della stella Alrai; la sua stella centrale, insolitamente luminosa, sta spazzando via i gas della nebulosa che ha creato col suo forte vento stellare.
In Cefeo si trova una delle nubi molecolari giganti del nostro Braccio di Orione, il Complesso nebuloso molecolare di Cefeo; si tratta di una vasta regione di formazione stellare e di associazioni OB, in cui si trova anche la nube IC 1396. Oltre a questo, nella parte più orientale della costellazione, è da notare Sh2-155, un vasto complesso di nebulose ad emissione intervallato da nebulose oscure.
Le galassie in Cefeo non sono facilmente osservabili, poiché la gran parte di esse è completamente oscurata dalle nubi oscure del complesso; fra quelle visibili, la più cospicua è NGC 6946, una grande galassia spirale visibile a sud, sul confine con il Cigno; entro i suoi bracci sono state osservate nell'ultimo secolo ben 8 supernovae, l'ultima delle quali nel 2004.
| Principali oggetti non stellari |                                          |                                          |                            |             |                                        |                             |
| Nome                            | Coordinate equatoriali all'epoca J2000.0 | Coordinate equatoriali all'epoca J2000.0 | Tipo                       | Magnitudine | Dimensioni apparenti (in primi d'arco) | Nome proprio                |
| Nome                            | AR                                       | Dec                                      | Tipo                       | Magnitudine | Dimensioni apparenti (in primi d'arco) | Nome proprio                |
| NGC 40                          | 00h 13m 01s                              | +72° 31′ 19″                             | Nebulosa planetaria        | 12,3        | 0,6 × 0,6                              |                             |
| NGC 188                         | 00h 47m :                                | +85° 14′ :                               | Ammasso aperto             | 8,1         | 13                                     |                             |
| NGC 2300                        | 07h 32m :                                | +85° 43′ :                               | Galassia                   | 11,0        | 2,8 × 2,0                              |                             |
| NGC 6939                        | 20h 31m 30s                              | +60° 40′ :                               | Ammasso aperto             | 7,8         | 7                                      |                             |
| NGC 6946                        | 20h 34m 48s                              | +60° 09′ :                               | Galassia                   | 8,9         | 11 × 10                                |                             |
| NGC 7023                        | 21h 00m 30s                              | +68° 10′ :                               | Nebulosa diffusa + ammasso | 7,7         | 10 × 8                                 |                             |
| IC 1396                         | 21h 39m :                                | +57° 30′ :                               | Nebulosa diffusa + ammasso | -           | 50                                     |                             |
| NGC 7160                        | 21h 53m 36s                              | +62° 36′ :                               | Ammasso aperto             | 6,1         | 7                                      |                             |
| NGC 7235                        | 22h 12m 24s                              | +57° 16′ :                               | Ammasso aperto             | 7,7         | 4                                      |                             |
| NGC 7380                        | 22h 47m 18s                              | +58° 08′ :                               | Ammasso aperto             | 7,2         | 12                                     |                             |
| Sh2-155                         | 22h 52m :                                | +62° 29′ :                               | Nebulosa diffusa           | 10          | 50 × 30                                | Nebulosa Grotta             |
| Barnard 150                     | 20h 50m 40s                              | +60° 18′ :                               | Nebulosa oscura            | -           | 60                                     | Nebulosa cavalluccio marino |

## Sistemi extrasolari
La stella di Cefeo nota per avere un sistema planetario è Alrai, la γ Cephei; attorno ad essa orbita un pianeta la cui massa è almeno 1,6 volte maggiore di quella di Giove. La sua presenza è stata sospettata fin dal 1988, sebbene sia stato confermato solo nel 2002.
| Sistemi planetari |                                          |                                          |             |                      |                              |
| Nome del sistema  | Coordinate equatoriali all'epoca J2000.0 | Coordinate equatoriali all'epoca J2000.0 | Magnitudine | Tipo di stella       | Numero di pianeti confermati |
| Nome del sistema  | AR                                       | Dec                                      | Magnitudine | Tipo di stella       | Numero di pianeti confermati |
| Alrai             | 23h 39m 21s                              | +77° 37′ 55″                             | 3,21        | Subgigante arancione | 1 (b)                        |

## Mitologia

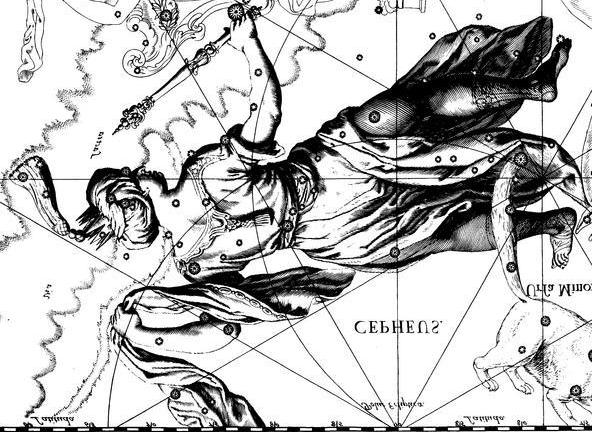
La costellazione di Cefeo, rappresentata da Johannes Hevelius.

Cefeo era il re d'Etiopia, una terra che all'epoca antica indicava il territorio compreso tra la Palestina ed il Mar Rosso; era il marito della vanitosa regina Cassiopea e il padre di Andromeda; i due personaggi figurano in cielo a formare le uniche due costellazioni celesti dedicate a un marito e a una moglie.
Secondo la mitologia, egli non ebbe figli maschi, e dopo la sua morte il titolo di re passò al nipote Perse, figlio di Andromeda e di Perseo, che la salvò dalle grinfie di un mostro marino (ricordato dalla costellazione della Balena) al quale era stata sacrificata come pegno per placare l'ira delle Nereidi, offese dalla vanità di Cassiopea.